# Partidos políticos de España
El partido político, en España, es un tipo de organización permanente y estable que, conforme a una ideología y programa, trata de ostentar el poder político situando a sus candidatos en los cargos electivos del Estado.
Según la Constitución, los partidos políticos expresan el pluralismo político, concurren a la formación y manifestación de la voluntad popular y son instrumento fundamental para la participación política.
Los partidos políticos desempeñan una función de intermediario entre el Estado y el ciudadano, que entronca directamente con el derecho fundamental de participación de los ciudadanos en los asuntos públicos, incluyendo el derecho de sufragio activo (votar) y pasivo (ser votado).
Los partidos políticos en España pueden colaborar entre sí a nivel electoral por dos vías: o bien mediante la inscripción de una coalición electoral temporal para concurrir a unas elecciones concretas ante la Junta Electoral correspondiente (central, autonómica si existiese, provincial o de zona); o bien de forma estable en el tiempo mediante la constitución de una federación de partidos con personalidad jurídica propia ante el Registro de partidos políticos del Ministerio del Interior.

## Procesos electorales
Al amparo de la Ley de Partidos Políticos, pueden presentarse en procesos electorales en solitario o formando parte de una federación o de una coalición electoral.

Artículo 44

1. Pueden presentar candidatos o listas de candidatos:
a) Los partidos y federaciones inscritos en el registro correspondiente.
b) Las coaliciones constituidas según lo dispuesto en el apartado siguiente.
c) Las agrupaciones de electores que reúnan los requisitos establecidos por las disposiciones especiales de la presente Ley.
2. Los partidos y federaciones que establezcan un pacto de coalición para concurrir conjuntamente a una elección deben comunicarlo a la Junta competente, en los diez días siguientes a la convocatoria. En la referida comunicación se debe hacer constar la denominación de la coalición, las normas por las que se rige y las personas titulares de sus órganos de dirección o coordinación.
3. Ningún partido, federación, coalición o agrupación de electores puede presentar más de una lista de candidatos en una circunscripción para la misma elección. Los partidos federados o coaligados no pueden presentar candidaturas propias en una circunscripción si en la misma concurren, para idéntica elección, candidatos de las federaciones o coaliciones a que pertenecen.

4. En todo caso, los partidos políticos, las federaciones o coaliciones de partidos, y las agrupaciones de electores no podrán presentar candidaturas que, de hecho, vengan a continuar o suceder la actividad de un partido político declarado judicialmente ilegal y disuelto, o suspendido. A estos efectos, se tendrá en cuenta la similitud sustancial de sus estructuras, organización y funcionamiento, de las personas que los componen, rigen, representan, administran o integran cada una de las candidaturas, de la procedencia de los medios de financiación o materiales, o de cualesquiera otras circunstancias relevantes que, como su disposición a apoyar la violencia o el terrorismo, permitan considerar dicha continuidad o sucesión.

## Régimen jurídico
En España, el régimen jurídico de los partidos políticos tiene su regulación esencial en la propia Constitución española, cuyos preceptos se completan con el núcleo legislativo contenido en la llamada Ley de Partidos (Ley Orgánica 6/2002). Por otra parte, el régimen de financiación se ha de situar en la Ley Orgánica 8/2007, sobre financiación de los partidos políticos. Desde 2016, tras la última modificación de la ley sobre financiación de los partidos políticos, todo partido, federación, coalición o agrupación de electores tiene la obligación de declarar al comienzo de cada año ante la Agencia Tributaria a todo afiliado junto a su cuota o aportación, así como al resto de personas que han hecho algún tipo de donación o aportación, a excepción de quienes residen en País Vasco o Navarra.

### Creación
La creación de partidos políticos se configura como un derecho de los ciudadanos que, no obstante, habrán de cumplir una serie de requisitos legales para poder actuar válidamente como promotores del partido a crear.
En concreto, habrán de ser personas físicas, mayores de edad, que se encuentren en el pleno ejercicio de sus derechos, no estén sujetos a ninguna condición legal para el ejercicio de los mismos y no hayan sido penalmente condenados por asociación ilícita, o por alguno de los delitos graves previstos en los Títulos XXI a XXIV del Código Penal.
El procedimiento para crear un partido político empieza con la firma del propio acta fundacional por parte de los promotores. Dicha acta habrá de contener diversos datos identificativos, así como los estatutos que regirán el partido político que se crea. Todo ello habrá de formalizarse en escritura pública.
Finalmente, los promotores habrán de solicitar la inscripción en el Registro de Partidos Políticos, dependiente del Ministerio del Interior, que habrá de inscribir en un plazo de 20 días, salvo que exista error formal o defecto de capacidad de los promotores, en cuyo caso darán la posibilidad de subsanarlo.
En caso de que existan indicios de ilicitud penal del partido, se pondrá en conocimiento del Ministerio Fiscal, que eventualmente puede ejercitar las acciones correspondientes ante la jurisdicción penal, siendo el poder judicial el que finalmente decida sobre la procedencia de la inscripción.
La inscripción en el Registro de Partidos Políticos supondrá la adquisición de personalidad jurídica propia, de manera que los promotores ya no responderán personal y solidariamente de las obligaciones contraídas en nombre del partido.

## Afiliación
La libertad de afiliación a los partidos políticos incluye una doble vertiente, positiva y negativa. Respecto a la libertad de afiliación positiva, todo ciudadano puede afiliarse libre y voluntariamente a un partido político. En su vertiente negativa, implica que ningún ciudadano puede ser obligado a afiliarse o permanecer en un partido político contra su voluntad.
Ello no obsta para que los órganos competentes de un partido político puedan expulsar o denegar la afiliación a una determinada persona, conforme a lo regulado en sus propios estatutos.
Por otra parte, la Ley exige que los afiliados de los partidos políticos sean personas físicas, mayores de edad, y sin limitaciones o restricciones de su capacidad de obrar.

### Derechos
Los derechos de los afiliados habrán de estar contenidos en los estatutos del partido, estableciendo la Ley unos mínimos imprescindibles que incluyen el derecho de participación en las actividades de los partidos, ciertos derechos de información, y muy especialmente, el derecho a elegir y ser elegido en las votaciones para designar a los cargos directivos o representativos del partido.

### Deberes
Los afiliados habrán de cumplir los deberes establecidos en los estatutos del partido, a los que ha de añadirse necesariamente el mínimo establecido por Ley, que incluye literalmente:
- Compartir las finalidades del partido y colaborar para la consecución de las mismas.
- Respetar lo dispuesto en los estatutos y en las leyes.
- Acatar y cumplir los acuerdos válidamente adoptados por los órganos directivos del partido.
- Abonar las cuotas y otras aportaciones que, con arreglo a los estatutos, puedan corresponder a cada uno.

### Organización y funcionamiento

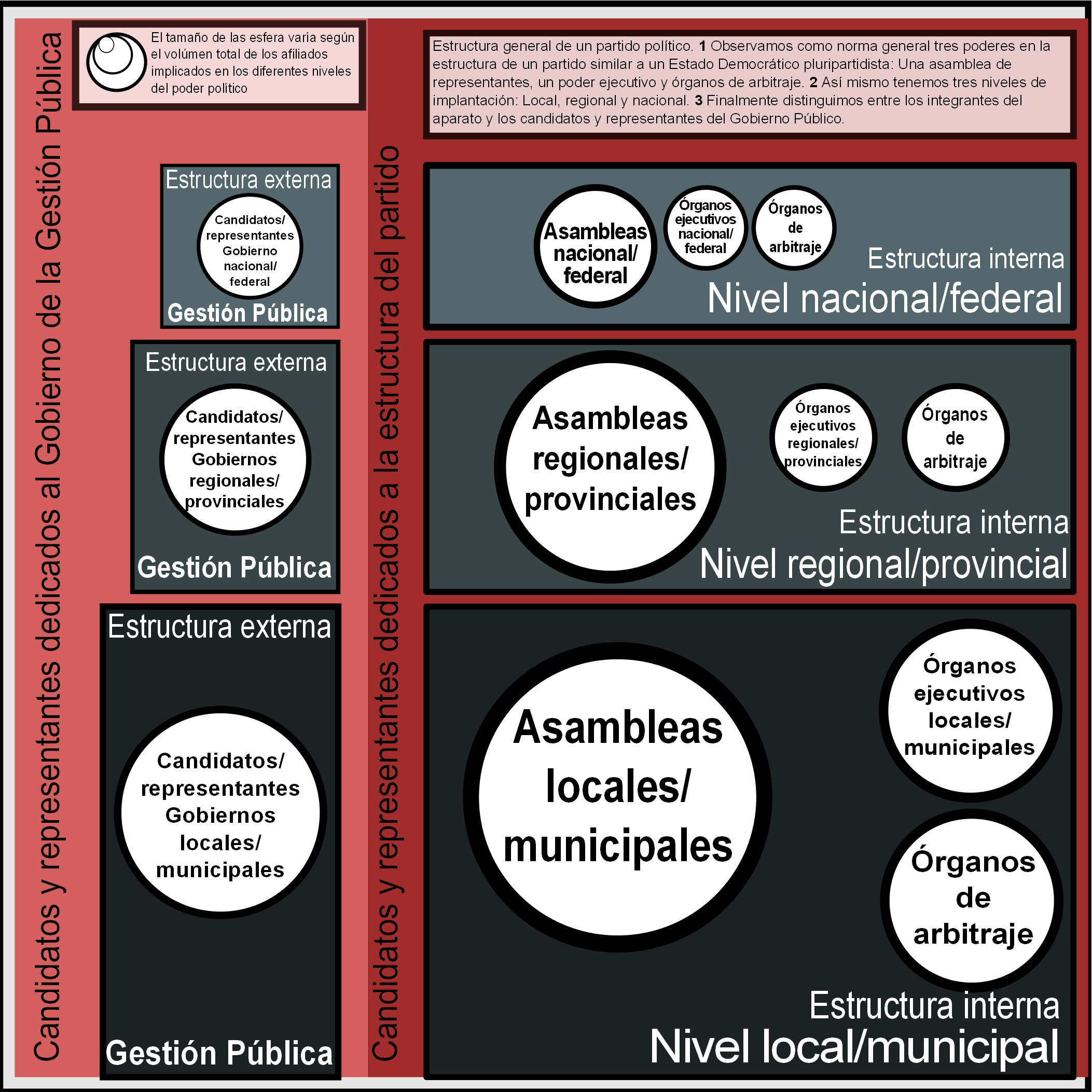
Estructura general de un partido político

Tanto la estructura interna como el funcionamiento de los partidos políticos habrán de ser democráticos. Esta formulación aparece tanto en el artículo 6 de la Constitución, como en el 7.1 de la Ley de Partidos, constituyéndose como el requisito mínimo que habrán de cumplir los estatutos a la hora de trazar la organización del partido y sus procedimientos esenciales.
A partir de ahí, se desarrollan otros requisitos complementarios, como la necesidad de proveer los cargos directivos mediante el sufragio libre y secreto de los afiliados, así como garantizar su posterior control democrático mediante los procedimientos que establezcan los estatutos.
El mínimo institucional consiste en la necesaria existencia de una Asamblea General, formada por el conjunto de afiliados (directamente o a través de compromisarios), que desempeñe el papel de órgano superior de gobierno del partido.

### Causas de ilegalización
La Ley de Partidos incluye múltiples causas de ilegalización, agrupándolas en dos categorías fundamentales.
El primer grupo de causas requiere una violación de los principios democráticos mediante determinadas conductas, reiteradas y graves. En concreto se incluye la vulneración de los derechos fundamentales, la promoción o legitimación de la violencia, o el apoyo al terrorismo.
El segundo grupo de causas requiere la repetición o acumulación de una larga enumeración de conductas, entre las que cabe destacar la justificación del terrorismo, la utilización de simbología compartida con grupos terroristas o la participación en actividades de homenaje al terrorismo o al terrorista.
Finalmente, para determinar la concurrencia de estas causas se atenderá a las sanciones administrativas y condenas penales sufridas por los afiliados, dirigentes y candidatos del partido, así como a las resoluciones, documentos y comunicados del partido, de sus órganos y de sus Grupos parlamentarios y municipales, el desarrollo de sus actos públicos y convocatorias ciudadanas, las manifestaciones, actuaciones y compromisos públicos de sus dirigentes y de los miembros de sus Grupos parlamentarios y municipales, las propuestas formuladas en el seno de las instituciones o al margen de las mismas, así como las actitudes significativamente repetidas de sus afiliados o candidatos.

### Disolución
La disolución del partido político supone la extinción de la personalidad jurídica del propio partido. Dicha disolución puede ser voluntaria, produciéndose por decisión de los propios afiliados mediante los procedimientos que contuvieran los estatutos. Igualmente, la disolución puede ser forzosa, supuesto considerablemente más sensible, y para el que se exige una decisión judicial (no administrativa) tras el debido proceso.
La disolución de los partidos políticos por resolución judicial firme puede producirse en tres supuestos tasados: asociación ilícita, funcionamiento o estructura no democráticos, y vulneración de los principios democráticos.
Respecto al primero, la asociación ilícita, habrá de conocer el juez penal competente conforme a la legislación penal aplicable. En los otros dos supuestos, conocerá una sala especial del Tribunal Supremo conforme a un procedimiento especial contenido en el artículo 11 de la propia Ley de Partidos.

## Partidos políticos con representación parlamentaria
A continuación se muestra una tabla con los partidos políticos con representación en las Cortes Generales en la XV legislatura (deben diferenciarse de las federaciones de partidos, no incluidas en esta tabla):
| Nombre | Nombre                                 | Diputados | Senadores |
| ------ | -------------------------------------- | --------- | --------- |
|        | Partido Popular                        | 137       | 145       |
|        | Partido Socialista Obrero Español      | 101       | 76        |
|        | Vox                                    | 33        | 3         |
|        | Partido de los Socialistas de Cataluña | 19        | 15        |
|        | Movimiento Sumar                       | 10        | 0         |
|        | Esquerra Republicana de Catalunya      | 7         | 4         |
|        | Junts per Catalunya                    | 7         | 4         |
|        | Catalunya en Comú                      | 6         | 0         |
|        | Partido Nacionalista Vasco             | 5         | 5         |
|        | Podemos                                | 4         | 0         |
|        | Más Madrid                             | 2         | 1         |
|        | Bloque Nacionalista Galego             | 1         | 1         |
|        | Unión del Pueblo Navarro               | 1         | 1         |
|        | Iniciativa del Poble Valencià          | 1         | 0         |
|        | Més per Mallorca                       | 1         | 0         |
|        | Chunta Aragonesista                    | 1         | 0         |
|        | Geroa Socialverdes                     | 0         | 1         |
|        | Agrupación Herreña Independiente       | 0         | 1         |
|        | Agrupación Socialista Gomera           | 0         | 1         |